# Liedfett
Liedfett est un groupe allemand de pop acoustique, originaire de Hambourg. Il se compose des musiciens Daniel Michel et Lucas Uecker. À l'origine, Liedfett utilisait exclusivement des instruments acoustiques. Depuis 2019, le groupe utilise toutefois aussi une guitare électrique lors de ses concerts et enregistrements. Le groupe sort entre-temps cinq albums, et est connu au-delà de Hambourg. 

## Histoire
Liedfett se forme en 2007 par Lucas Uecker et Daniel Michel à Hambourg. Uecker et Pöhner fréquentent le lycée Grootmoor dans la même année. Selon leurs propres déclarations, ils font la connaissance de Michel lors d'un concert au Logo de Hambourg fin 2007 et écrivent leur premier morceau intitulé Sabine le soir même,. Uecker et Michel ont commencé à enregistrer leurs premiers morceaux et à donner des concerts ; en 2009, Philipp Pöhner les rejoint comme troisième membre permanent. 
En 2016, Liedfett sort son troisième album, Laufenlassen, qui est le premier du groupe à atteindre les charts allemands. Dans le clip vidéo du morceau Schlaflied, l'acteur Bjarne Mädel joue le rôle principal, le contact ayant pu être établi par l'intermédiaire de l'agence d'acteurs qu'il partage avec Michel, le chanteur du groupe. Dès l'année suivante, Liedfett sort son quatrième album, Phoenix aus der Flasche. Depuis l'enregistrement de cet album, Victor Flowers fait partie intégrante du groupe, alors qu'il n'était auparavant que producteur pour Liedfett,.
En août 2020 sort le cinquième album du groupe, Durchbruch, pour lequel Liedfett enregistre pour la première fois des chansons avec une guitare électrique, après avoir déjà utilisé cet instrument l'année précédente lors de la tournée Goldene Zeiten. 
Le guitariste du groupe, Lucas Uecker, publie en outre en son propre nom en 2019 et 2021 les albums solo Unterm Teppich et Schöne Dinge, dont les clips sont également publiés sur la chaîne YouTube de Liedfett. Depuis janvier 2022, Michel publie également des chansons de manière indépendante sous le nom de « trustin0ne », pour lesquelles il collabore toutefois à plusieurs reprises avec Liedfett, c'est-à-dire les autres membres du groupe.

## Discographie

### Albums studio
- 2011 : Kochbuch
- 2013 : Klarkomm
- 2016 : Laufenlassen (46e en Allemagne[11])
- 2017 : Phoenix aus der Flasche (24e en Allemagne[11])
- 2020 : Durchbruch (50e en Allemagne[11])
- 2023 : Hi! (64e en Allemagne[11])

### Albums live
- 2018 : Meine Damen und Herren

### Singles
- 2012 : Kommst du mit?
- 2012 : Du bist Deutschland
- 2013 : Verkackt bevor es losgeht
- 2016 : Schlaflied (Victor Flowers RMX)
- 2017 : Schlaflied (Len Kurios Remix)
- 2017 : Kopf frei (Studio Sessions)
- 2017 : Blätter (Studio Sessions)
- 2017 : Regen (Studio Sessions)
- 2019 : 3G
- 2020 : Du weißt ja
- 2020 : Urteil
- 2020 : Zeit
- 2020 : Alle wissen Bescheid (Edit)
- 2022 : Plastik (#keinschlaflieder)